# Daniel Muxica
Alberto Daniel Rodríguez Mujica, más conocido como Daniel Muxica, (Valentín Alsina, 29 de julio de 1950 - Buenos Aires, 8 de junio de 2009) fue un poeta, escritor y narrador argentino. 

## Desarrollo literario
Gran parte de sus obras han sido traducidas al inglés, francés, alemán y portugués. En 1976 publica su primer libro de poesía, Hermanecer. En el año 1988 se estrenó su obra teatral Los ángeles organizados. En 1995 publicó su magnífica antología La erótica argentina. En 2002 fundó la revista de poesía Los rollos del mal muerto, que dirigió hasta la fecha de su muerte. En 2005, fue publicada El vientre convexo, su primera novela (Ed. Sudamericana); y en 2009 Las maravillas del doctor Tulp, (Random House Mondadori).

## Obras destacadas
- Hermanecer (1976)
- El poder de la música (1983)
- El perro del alquimista (1987)
- Contra dicción (1988)
- Los ángeles organizados (1988)
- Ex Libris o el elogio de la dispersión (1989)
- Siete textos premortales (1991)
- El libro de las traducciones (1993)
- La erótica argentina. Antología poética 1600 - 1990 (1995)
- Nihil Obstat (1998)
- Bailarina Privada(2004)
- La conversación (2005)
- El vientre convexo (2005)
- Las maravillas del doctor Tulp (2009)[3]